# Highland Park, Illinois
Highland Park là một thành phố thuộc quận Lake, tiểu bang Illinois, Hoa Kỳ. Năm 2010, dân số của thành phố này là 29763 người.

## Dân số
Dân số qua các năm:
- Năm 2000: 31365 người.
- Năm 2010: 29763 người.